# سیلور ارو میکرو-وی
سیلور ارو میکرو-وی (انگلیسی: Silver Arrow Micro-V) (که در ابتدا Micro-V نام داشت) یک پهپاد شناسایی کوچک است که در دهه ۱۹۹۰ در اسرائیل توسعه یافت.
این پهپاد توسط دو موتور پیستونی ۳ کیلوواتی (۴ اسب بخاری) نیرو می‌گیرد که یکی در محفظه‌ای روی هر بال قرار دارد و یک پروانه فشاری را به حرکت در می‌آورد. این پهپاد هیچ ارابه فرودی ندارد. به نظر می‌رسد میکرو-وی برای حمل یک برجک حسگر کامل بسیار کوچک است و یک تصویرگر مینیاتوری را در یک بخش شفاف که در وسط بدنه آن تعبیه شده است، حمل می‌کند.